# Poznań Szczepankowo Wąskotorowe
Poznań Szczepankowo Wąskotorowe – nieczynny przystanek osobowy na zlikwidowanej linii kolejowej Poznań Kobylepole Wąskotorowy - Środa Wielkopolska Miasto. 